# Waldstatt
Waldstatt (toponimo tedesco) è un comune svizzero di 1 767 abitanti del Canton Appenzello Esterno.

## Storia
Il comune di Waldstatt è stato istituito nel 1720 per scorporo da quello di Herisau.

## Monumenti e luoghi d'interesse
- Chiesa riformata, eretta nel 1720[1];
- Chiesa cattolica, eretta nel 1973[1].

## Società

### Evoluzione demografica
L'evoluzione demografica è riportata nella seguente tabella:
Abitanti censiti

## Infrastrutture e trasporti
Waldstatt è servito dall'omonima stazione sulla ferrovia Gossau-Appenzello (linea S23 della rete celere di San Gallo).

## Amministrazione
Ogni famiglia originaria del luogo fa parte del cosiddetto comune patriziale e ha la responsabilità della manutenzione di ogni bene ricadente all'interno dei confini del comune.